# Loutraki-Perachora
Loutraki-Perachora (in greco Λουτράκι-Περαχώρα?) è un ex comune della Grecia nella periferia del Peloponneso di 15.077 abitanti secondo i dati del censimento 2001.
È stato soppresso a seguito della riforma amministrativa detta Programma Callicrate in vigore dal gennaio 2011 ed è ora compreso nel comune di Loutraki-Aghii Theodori.